# Чахчах (старый)
Чахчах — упразднённое село в Магарамкентском районе Дагестана. На момент упразднения являлось административным центром Чахчахского сельсовета. Исключено из учётных данных в 1975 г.

## География
Располагалось на северном склоне Самурской долины, у горы Келег, в 7 км (по прямой) к северо-востоку от села Гарах.

## История
До вхождения Дагестана в состав Российской империи селение Чагчах входило в состав Чилейского магала Кюринского ханства. После присоединения ханства к Российской империи числилось в Чагчахском сельском обществе Кутур-Кюринского наибства Кюринского округа Дагестанской области. В 1895 году селение состояло из 95 хозяйств. В 1900-е годы, на равнине, в дельте Самура у села появляется казмаляр, на его месте которого к 1920-м годам вырос населённый пункт Чахчах-Казмаляр. По данным на 1926 год село состояло из 102 хозяйств. В административном отношении являлось центром Чахчахского сельсовета Ахтынского района. В конце 1920-х годов ниже села, на берегу Самура, образовался ещё один отсёлок, который также получил название Чахчах-Казмаляр. В 1930-е годы был образован колхоз имени Кагановича. В послевоенные годы жители горных сел начинают переселяться в «равнинный» Чахчах-Казмаляр. С начала 1960-х годов процесс переселения стал плановым. Колхоз был ликвидирован, а села стали отделениями совхоза «Свердловский». В 1966 году на юге Дагестана произошло разрушительное землетрясение, села были разрушены, а население переселено на плоскость. Официально села Чахчах и Чахчах-Казмаляр исключены из учётных данных указом ПВС ДАССР от 14.03.1975 года.

## Население
| Численность населения | Численность населения | Численность населения | Численность населения |
| 1895                  | 1908                  | 1926                  | 1939                  |
| --------------------- | --------------------- | --------------------- | --------------------- |
| 489                   | ↘443                  | ↗571                  | ↘417                  |

По данным Всесоюзной переписи населения 1926 года, в национальной структуре населения лезгины составляли 100 %
В 1939 году в селе Чахчах-Казмаляр проживал 91 человек, в том числе 40 мужчин и 51 женщина.